# 马鞍山农场
马鞍山农场是位于中国广东省揭阳市普宁市的一个國營農場，隶属于广东省农垦集团公司揭阳分公司（揭阳农垦局）。所在区域列为普宁市的一个类似乡级单位。

## 行政区划
下辖以下地区：
马鞍山村、新圩村、汉塘村、里仁潭村、泰盘村、谢家洋村和落湖坝村。